# Konijnenholsatijnzwam
De konijnenholsatijnzwam (Entoloma cuniculorum) is een schimmel in de familie Entolomataceae. Hij leeft saprotroof  in heischrale graslanden op zandige of venige bodem.

## Kenmerken

### Uiterlijke kenmerken
Hoed
De hoed is 12-16 mm breed, stomp kegelvormig of halfbolvormig en vervolgens kegelvormig-convex of convex met een kleine papil. De hoedrand is recht en steekt soms uit boven de lamellen. De hoed is hygrofaan. De kleur is bij vochtig weer vrij bleek grijsbruin met een lichte rand en heeft donkergrijsbruine strepen tot aan het donkergrijze centrum. Bij opdrogen verbleekt het met radiale strepen vanuit het midden.
Lamellen
De lamellen zijn matig ver uit elkaar geplaatst, smal aangehecht, oplopend, enigszins buikig tot 3 mm breed. Ze zijn aanvankelijk licht grijsbruin en worden geleidelijk vleeskleurig vanaf de basis.
Steel
De steel is 20-32 × 1,5-2 mm, cilindrisch, vrij bleek grijsbruin, niet gestreept, en fijn bedekt met een poederige substantie aan de top. Het vlees is zeer dun in de hoed, donkerbruin-grijs, en in de steel dezelfde kleur als het oppervlak, vrij bros. 
Geur
De geur is vrij sterk meelachtig.

### Microscopische kenmerken
De sporen zijn variabel van vorm, meestal 5-7-hoekig in zijaanzicht met uitgesproken hoeken en een grote driehoekige apiculus en meten (8,4-) 9-11,4 (-12,5) × (6,0-) 6,2-7,7 (-8,2) µm. De basidia zijn 4-sporig, breed knotsvormig en meten 31,6-46 × 10,3-12 (-13) µm. Er zijn geen cystiden aanwezig. Het hymenoforale trama is regelmatig met langwerpige tot opgeblazen elementen, intergemengd met smalle, cilindrische, fijn omhulde bindweefselhyfen. De pileipellis bestaat uit een droge cutis van cilindrische hyfen (4,5-) 6-14 µm breed met omhulde wanden en diffuse en/of korrelige lichtbruine intracellulaire pigmenten. De pileitrama is regelmatig en bestaat uit radiaal gerangschikte, opgeblazen hyfen van 7,5-22,5 µm breed, intergemengd met smalle, cilindrische bindweefselhyfen van 4,3-9 µm breed, beide typen met omhulde wanden. Er zijn gespen aanwezig.

## Verspreiding
In Nederland komt de konijnenholsatijnzwam zeer zeldzaam voor. Hij staat op de rode lijst in de categorie 'Gevoelig'.